# Umbenennung von Orten
Die Umbenennung von Orten wird oft aus politischen Gründen vorgenommen, es gibt aber auch Fälle, in denen der Wortlaut des Ortes schlechte Assoziationen weckte. Oft sind es aber auch reine Verwaltungsbelange, z. B. bei Namensdoppelungen oder Ähnlichkeiten.

## Politische Ortsumbenennungen
Umbenennungen erfolgten aus Gründen einer Erweiterung des Staatsgebietes in ein fremdes Sprachgebiet oder weil ein System- oder Anschauungswechsel die alten Namen als unpassend empfand.
Beispiele für die Umbenennung von Großstädten sind z. B. Nieuw Amsterdam in New York, Konstantinopel in Istanbul, Sankt Petersburg in Leningrad und Wolgograd in Stalingrad, letztere beide wieder zurückgenommen.
Für den erweiterten deutschen Sprachraum siehe auch:
- Umbenennung deutscher Ortsnamen in Australien
- Germanisierung#Zeit des Nationalsozialismus
- Liste von Ortsumbenennungen in der Lausitz 1936/37
- Umbenennung von Orten in Ostpreußen im Jahr 1938
- Niederländische Annexionspläne nach dem Zweiten Weltkrieg#Geplante Ortsumbenennungen
- Liste der Namen ehemals ostpreußischer Orte in Polen
- Liste deutscher Namen für slowenische Orte

## Dysphemismus
Ortsnamen regen manchmal nur zum Schmunzeln an wie Schabernack oder Hölle. Es gibt aber auch viele Namen mit schlechten Assoziationen (Dysphemismus), wie z. B. Kotzen, Pissen oder Deppenhausen. Aufgrund von Bürgerbegehren wurde z. B. der Ortsname Fucking in Fugging geändert, die kanadische Stadt Asbestos ist ebenfalls in einem Änderungsverfahren.

## Rechtliche Vorgaben
Eine Namensänderung ist in modernen Zeiten mit hohem Verwaltungsaufwand verbunden. Postalische Änderungen betreffen viele Register, nicht nur in der Verwaltung, sondern auch private und kommerzielle.
Daher fällt die Bildung oder Änderung von Siedlungsnamen in Deutschland in die Zuständigkeit der Bundesländer und ist dort in einer Gemeindeordnung (Kommunalordnung, Kommunalverfassung oder Kommunalverwaltungsgesetz) geregelt.
Die Namensvergabe von Gemeinden beschränkt sich grundsätzlich auf neu zu bildenden Gemeinden bei Gebietsreformen, auf eine Verlagerung des Gewichts der Gemeindeteile (wenn der ursprünglich namengebende Gemeindeteil in seiner Bedeutung für die Gemeinde von einem anderen Gemeindeteil überflügelt wurde) oder zur Behebung von Mängeln eines bestehenden Namens, z. B. bei Verwechslungen mit anderen Orten gleichen Namens. Die Änderung erfolgt durch die Gemeindevertretung, in manchen Fällen nach Bürgerentscheid. Eine Genehmigung der Änderung erfolgt dann durch die Rechtsaufsichtsbehörde. Bei Ortsteilen entscheidet, außer in Bayern, die Kommune alleine über eine Umbenennung. Auch die Vergabe von neuen Namenszusätzen wie Bad oder Lagebezeichnungen ist gesetzlich geregelt.